# Burgenstraße

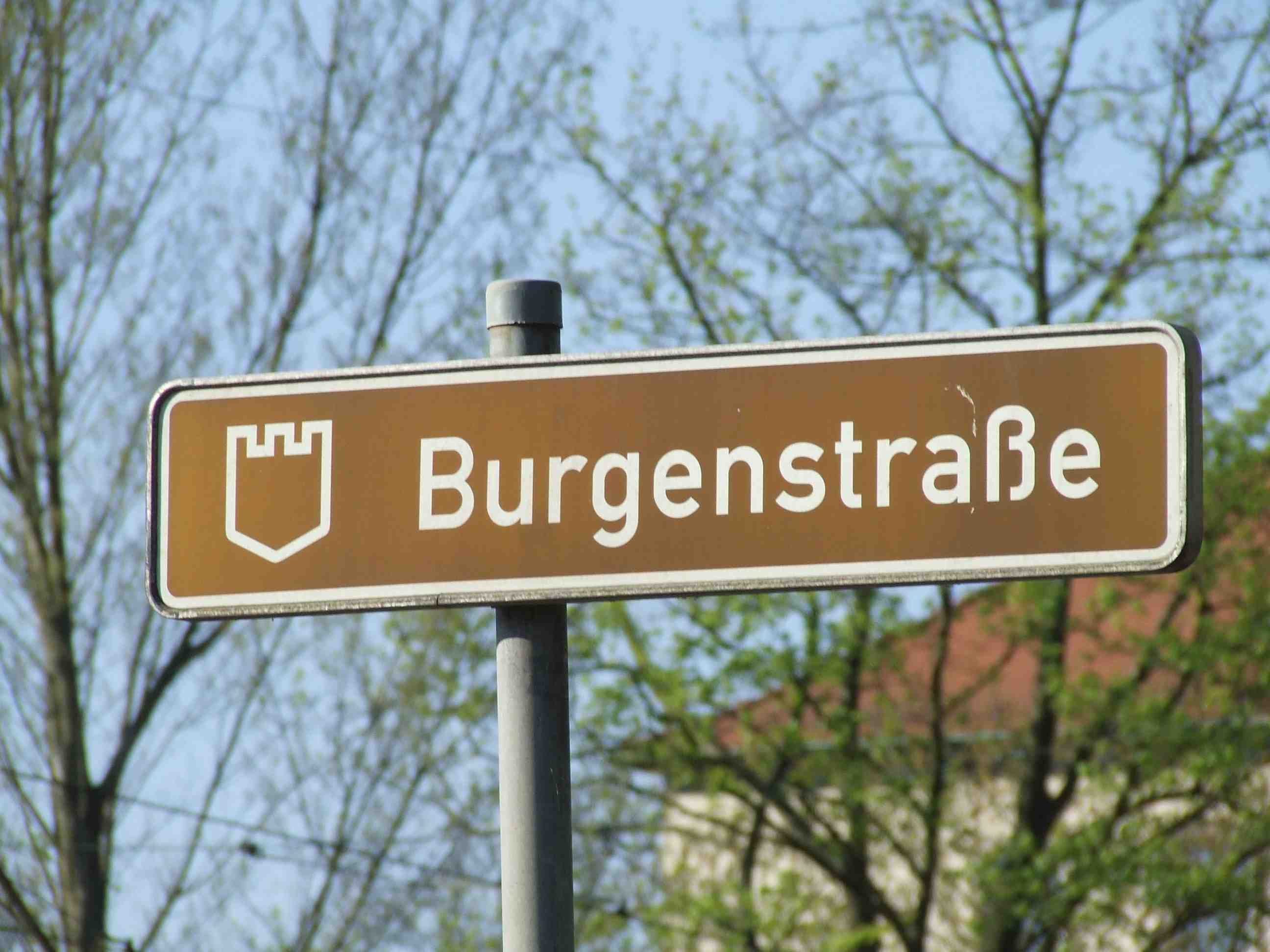

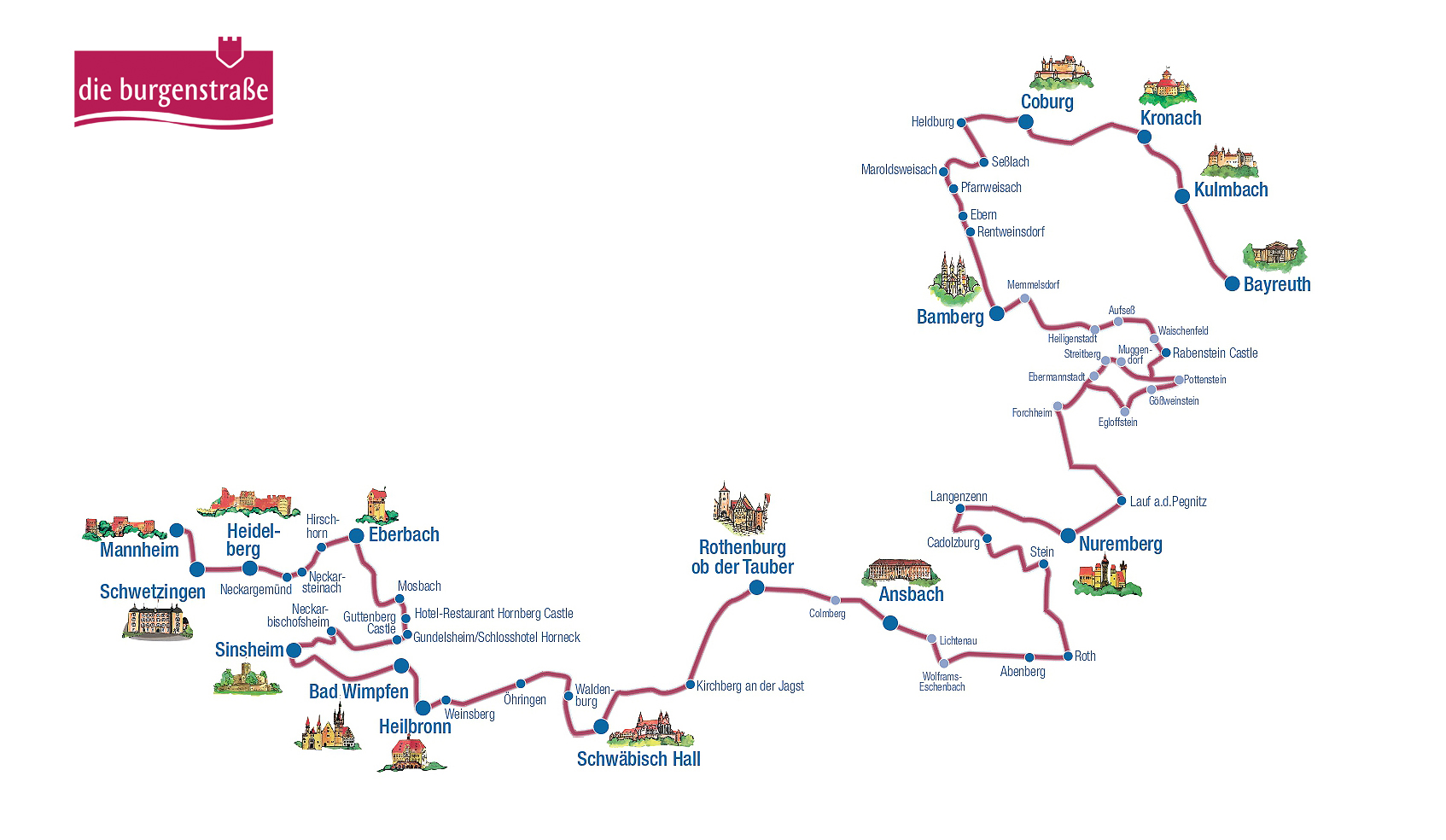

De Burgenstraße is een toeristische autoroute in Baden-Württemberg en Beieren, Duitsland. De bewegwijzerde route van 770 kilometer werd gecreëerd in 1954 (toen van Mannheim via Heilbronn tot Neurenberg; sinds 2018 loopt ze van Mannheim tot Bayreuth via Heidelberg, Bad Wimpfen, Schwäbisch Hall, Rothenburg ob der Tauber en Bamberg.